# Rejuvenation Research
Rejuvenation Research — рецензируемый научный журнал, публикуемый раз в два месяца издательством Mary Ann Liebert. Журнал был учреждён в 1998 году. С 2004 года до сегодняшнего времени его главным редактором является Обри ди Грей. Это официальный журнал European Society of Preventive, Regenerative and Anti-Aging Medicine, и также PYRAMED: World Federation and World Institute of Preventive & Regenerative Medicine.
Журнал известен необычно высоким уровнем самоцитирования, вследствие чего в 2019 году его импакт-фактор был убран из Journal Citation Reports на 2020 год. Rejuvenation Research стал одним из 33 журналов, к которым была применена такая мера.

## История
Журнал был основан в 1998 году и в то время назывался Journal of Anti-Aging Medicine, на посту главного редактора в то время находился Майкл Фоссел. Журнал приобрёл своё нынешнее название в 2004 году, когда главным редактором стал Обри ди Грей.

## Конференции SENS
Журнал публикует аннотации на проводимых раз в два года конференциях SENS Research Foundation.

## Размещение аннотаций и индексирование
Rejuvenation Research размещает аннотации и индексируется в следующих местах:
- MEDLINE
- Current Contents/Clinical Medicine
- Science Citation Index Expanded
- EMBASE/Excerpta Medica[англ.]
- Scopus
- CAB Abstracts[англ.]

В 2019 его импакт-фактор 3,54, а CiteScore 5,1.